# Xerox Network Services
Xerox Network Services lub Xerox Network Systems (w skrócie: Xerox NS, XNS) - zestaw protokołów sieciowych, opracowanych przez firmę Xerox na początku lat osiemdziesiątych. Wiele rozwiązań zastosowanych w XNS zostało później wykorzystanych w protokołach IPX/SPX firmy Novell oraz w modelu TCP/IP.

## Protokoły XNS
- IDP - Internet Datagram Protocol
- RIP - Routing Information Protocol
- PEP - Packet Exchange Protocol
- SPP - Sequenced Packet Protocol